# Conversation en Sicile
Conversazione in Sicilia (prononcé : [koɱversatˈtsjoːne in siˈtʃiːlja] est un roman de l'écrivain italien Elio Vittorini. Il est d'abord paru en feuilleton dans le magazine littéraire Letteratura, en 1938-1939, et a été publié sous le titre Nome e Lagrime en 1941. L'histoire concerne Silvestro Ferrauto et son retour en Sicile après une longue absence. Les principaux thèmes abordés sont le détachement, la pauvreté, l'exploitation, la fidélité conjugale et le respect.
Conversazione in Sicilia se traduit littéralement en français Conversation en Sicile. La première édition anglaise contient une préface d'Ernest Hemingway, reproduite dans plusieurs éditions ultérieures.

## Résumé
Silvestro Ferrauto est un Sicilien qui travaille en tant que maquettiste à Milan. Assailli par d'étranges sentiments de désespoir, il décide de visiter la Sicile, après avoir reçu une lettre de son père qui lui révèle avoir quitté son épouse. Ferrauto, qui n'est pas retourné en Sicile depuis qu'il l'a quittée à l'âge de quinze ans, entreprend le voyage en train vers la Sicile sans sentiments particuliers. Ferrauto s'entretient tout au long du voyage et en Sicile avec des Siciliens. Son retour en Sicile et son point de vue d'adulte sur sa mère semble l'apaiser. Dans un état d'ivresse, il rêve d'une conversation avec son frère mort. Le roman se termine avec son père sanglotant dans la cuisine, alors que sa mère lui frotte les pieds.

## Personnages
- Silvestro Ferrauto : le protagoniste
- Le père : il apparaît à la fin alors que la mère lui lave les pieds
- La femme : elle n'apparaît jamais en personne
- Cueilleurs d'orange sicilienne : première conversation avec un  ouvrier sicilien
- "Avec Moustache" : un policier sicilien dans le train, un fonctionnaire d'État
- "Sans Moustache" : un policier sicilien dans le train, un fonctionnaire d'État
- Le Grand Lombard : un Sicilien dans le train
- Concezione Ferrauto : la mère
- Grand-père : le père de la mère, décédé
- Calogero : le broyeur au couteau
- Ezechiele : le sellier
- Porfirio : le drapier
- Colombo : le vigneron
- Liborio : le frère, décédé

## Critique littéraire
Le roman est habituellement interprété comme une critique de l'Italie fasciste, déguisée par l'utilisation de figures allégoriques et par l'adoption d'un style irréaliste, comme la chronique du voyage en rêve. Les thèmes tournent autour de l'injustice sociale, thème central dans le futur travail de Vittorini.
Le protagoniste et l'auteur partagent les mêmes expériences : grandir dans un milieu familial particulier, voyager par chemin de fer en Sicile et en Italie continentale, travailler dans le nord de l'Italie, en tant que maquettiste, et la maladie.

## Éditions
- Conversazione in Sicilia (« Nome e lagrime »), Milan, Bompiani, 1941; 1945.
- Conversazione in Sicilia, édition illustrée, Milan, Bompiani, 1953; 2007.  (ISBN 978-88-17-01548-6)
- Conversazione in Sicilia, collection I delfini, Milan, Bompiani, 1958.
- Conversazione in Sicilia, Turin, Einaudi, 1966.
- Conversazione in Sicilia, préface et notes de Giovanni Falaschi, collection Letture per la scuola media, Turin, Einaudi, 1975.
- Conversazione in Sicilia, illustrations de Renato Guttuso et notes de Sergio Pautasso, Milan, Rizzoli, 1986.  (ISBN 88-17-66920-2)
- Conversazione in Sicilia, illustrations de Renato Guttuso et notes de Sergio Pautasso, collection BUR, Milan, Rizzoli, 1988.  (ISBN 88-17-13670-0); 2000.  (ISBN 88-17-20285-1); 2006.  (ISBN 88-17-00968-7)

## L'adaptation
Le roman sert de base pour Jean-Marie Straub et Danièle Huillet pour le scénario du film Sicilia!.